# Комишенський сільський округ
Коми́шенський сільський округ (каз. Камышенка ауылдық округі, рос. Камышенский сельский округ) — колишня адміністративна одиниця у складі Астраханського району Акмолинської області Казахстану. Адміністративний центр та єдиний населений пункт — село Комишенка. У 2009 році ліквідована та приєднана до Первомайського сільського округу.
Населення — 908 осіб (2009; 944 в 1999, 1108 у 1989).